# Письмо Фиески
Письмо Фиески (англ. The Fieschi Letter) — письмо на латинском языке, адресованное английскому королю Эдуарду III и содержащее сведения о спасении его отца Эдуарда II из замка Беркли, в который он был заключён после своего отречения. Автор — священник Мануэло де Фиески (ум. 1349), представитель семьи генуэзских аристократов, нотарий (составитель документов) при папе Иоанне XXII, позднее — епископ Верчелли (Северная Италия). Создание письма относят к середине 1330-х — началу 1340-х годов, его копия была обнаружена в 1878 году в Монпелье. Часть исследователей подвергает сомнению его подлинность.

## Происхождение
Копия письма Фиески была найдена в бумагах официального реестра 1368 года, принадлежащих Гаусельму де До, епископу Магеллонскому. Хранится там, где и было обнаружено — в архиве департамента Эро, Монпелье (GM23, Carte de Maguellonne, Reg. A, fol. 86r (r)). В связке, где находилась копия письма, были и датированные бумаги (до 1337 года), и недатированные, по содержанию которых определено, что они были составлены в более позднее время.

## Содержание
Письмо Фиески содержит рассказ о том, как Эдуард II, низложенный в результате баронского мятежа, возглавленного его женой Изабеллой и Роджером Мортимером, бежал из замка Беркли, где был заключён. Якобы узнав, что его собираются убить, он обменялся одеждой со слугой, убил привратника и покинул замок. Затем он прятался полтора года в замке Корф у его кастеляна, некоего «лорда Томаса», потом уехал в Ирландию, где провёл девять месяцев. Через Англию и Слёйс (Нидерланды) Эдуард перебрался в Нормандию, достиг Авиньона, где будто бы был принят самим папой Иоанном XXII. Позднее Эдуард побывал в Париже, Брабанте, Кёльне и Милане, где вступил в отшельническую обитель близ замка Мелаццо. Начавшаяся война заставила беглеца перебраться в одну из обителей диоцеза Павия в Ломбардии — замок Чечима, где он предавался покаянию. По сообщению Фиески, все эти сведения ему рассказал сам низложенный король.

## Автор письма
Фиески принадлежал к одной из знатных генуэзских семей. Он некоторое время служил в Англии, владел там несколькими бенефициями (в Солсбери с 1319, в Эмплфорте с 1329) и был знаком с наставником Эдуарда III Ричардом де Бери. В декабре 1329 года он стал архидиаконом в Ноттингеме и каноником собора в Солсбери. В 1330 году оказался на службе у папы в качестве сборщика налогов в Ломбардии. В конце 1331 года взамен должности архидиакона в Ноттингеме получил бенефиций в Линкольне. Известно, что он находился в Англии с 1333 года по 1335 год, потом возвратился в Италию. Право Фиески на пользование бенефициями в Солсбери и Эмплфорте было подтверждено Эдуардом III весной 1342 года. В 1343 году Фиески был назначен епископом Верчелли.

## Вопрос подлинности письма
Исследователи, считающие письмо подлинным, указывают на тот факт, что в нём описан маршрут передвижений короля Эдуарда II в октябре 1326 года во время мятежа, поднятого Изабеллой Французской, с такими деталями, которые могли быть известны только самим участникам событий. Более того, уже в XX веке историки обратили внимание, что подробности побега короля в Уэльс не включены в хроники, созданные до 1343 года. Все спутники Эдуарда (Болдок, Диспенсер, Арундел) погибли вскоре после его пленения. Сторонники подлинности письма считают, что Фиески мог получить такую информацию только от самого низложенного короля.
Письмо содержит и ряд ошибок. Фиески именует рыцаря Томаса Герни (Гурнея), направленного убить короля, лордом, не установлена личность кастеляна замка Корф «лорда Томаса», прятавшего беглеца. Спутано время проживания Эдуарда в Корфе после побега: в письме утверждается, что он оставался в замке полтора года (до весны 1329), но тут же говорится, что покинул убежище после казни Эдмунда Кента, а это случилось в марте 1330 года.
По мнению Таута, письмо подлинное и написано деятелем церкви — франкофилом для дискредитации Эдуарда III после его побед над Филиппом VI в начале Столетней войны. Однако, есть сомнения во франкофильстве Фиески, всю жизнь связанного с Англией и имевшего там бенефиции. Кроме того, если датировка письма (конец 30-х) верна, то английский король едва успел заявить о своих правах на французский престол, а первая его победа была одержана в 1340 году.
В 1336 году ещё один представитель рода Фиески, кардинал Николино, встречался с Эдуардом III. Он привёз королю письма из Генуи. Э. Уэйр предполагает, что через Николино Эдуард мог получить и письмо, где сообщалось, что его отец жив.

## Гипотеза о спасении Эдуарда II
По мнению историка Иэна Мортимера, «почти бесспорно», что Эдуард II не умер в 1327 году. Похороны, прошедшие в Глостере, по мнению сторонников альтернативной версии, были похоронами привратника, которого король убил при бегстве.
Тело низложенного монарха после бальзамирования было выставлено в бенедиктинском аббатстве святого Петра с 21 октября по 20 декабря (день погребения). Возможно, лицо Эдуарда было прикрыто тканью. Впервые в истории королевских похорон на катафалке, который вёз тело к месту захоронения, установили деревянную скульптуру, изображавшую покойного.
Историки, поддерживающие версию спасения короля, считают, что в 1338 году в Кобленце Эдуард III, прибывший туда с намерением стать наместником Священной Римской империи, встретился со своим отцом, называвшим себя в то время Уильям Валлиец (англ. William le Galeys; Эдуард II был первым принцем Уэльским). Уильям Валлиец был доставлен в Кобленц из Кёльна под охраной из трёх человек. По документам казначейства известно, что он был арестован за то, что называл себя «отцом нынешнего короля». Уильям Валлиец последовал за Эдуардом в Антверпен и оставался там до декабря 1338 года. На его содержание король Англии положил 13 шиллингов и 4 пенса в неделю. После декабря 1338 года упоминаний о Уильяме Валлийце нет. То, что на содержание этого человека выделялись деньги и он оставался при короле около трёх-четырёх месяцев, по мнению сторонников альтернативной версии, доказывает, что не самозванец, а низложенный король тайно встретился с сыном.
Сторонники данной гипотезы считают, что Эдуард, понимая, что не имеет никакой поддержки в стране, никогда не пытался возвратить трон, особенно после того как его сын, Эдуард III, отстранил от управления страной и казнил Роджера Мортимера. В итальянском городе Чечима, в 75 км от Милана, сохранилось поверье (не установлено, бытовало ли оно среди местных жителей раньше середины XIX века), что король Англии был похоронен там. Считается, что пустая гробница в церкви Сан-Альберто ди Бутрио — первое место погребения Эдуарда II, останки которого по приказанию его сына были перевезены в Англию и захоронены в Глостере. Однако рельефы, украшающие каменный саркофаг, в которых ранее видели портреты короля Англии, его жены и Мортимера, были выполнены не позднее начала XIII века. Сам же саркофаг датируется XI веком.